# Лисипп
Лисипп (др.-греч. Λύσιππος) — древнегреческий скульптор второй половины IV в. до н. э., времени поздней классики и начала периода эллинизма. Родом из Сикиона. Придворный скульптор Александра Македонского. Работал главным образом в бронзе, отливал свои произведения сам и был необычайно продуктивен.

## Биография
В истории древнегреческого искусства под именем Лисипп известно четыре скульптора из разных мест Эллады (не считая живописцев и вазописцев с таким же именем). Лисипп из Сикиона был братом Лисистрата, отцом и учителем Боеда, Деппа и Евтикрата. Он родился около 390 года до н. э. Начинал как чеканщик-медник и литейщик. Его ученик, Харес из Линдоса, создал Колосса Родосского, одно из Семи чудес древнего мира.

## Творчество
Павсаний, древнегреческий писатель и путешественник II века н. э., в «Описании Эллады» назвал много произведений, выполненных Лисиппом: статуи Геракла и Зевса в Сикионе, бронзовая скульптура сидящего Зевса в Аргосе, статуи в Мегарах, скульптурная группа Аполлона и Геракла, сражающихся за лиру, на Геликоне в Беотии, бронзовая статуя Эрота в Феспиях.
Лисипп является автором знаменитой скульптуры Апоксиомена — Плиний назвал бронзовую статую Апоксиомена главным произведением Лисиппа — и многих портретов Александра Македонского. С его творчеством связывают прототип «Отдыхающего Гермеса» и несохранившийся оригинал огромной статуи Геркулеса Фарнезского (позднейшие повторения обоих произведений хранятся в Национальном археологическом музее Неаполя). По сообщению Страбона большая бронзовая статуя Геракла работы Лисиппа находилась в Таренте (южная Италия) на Акрополе. Римский консул Фабий Максим после взятия города в 209 г. до н. э. увёз статую в Рим и установил её на Капитолии. По другим данным, статуя Геракла осталась на месте, а в 325 г. н. э. была перевезена императором Константином в Виза́нтий (с 330 г. Константинополь). Переплавлена крестоносцами в 1205 году во время разграбления Константинополя. Ранее копия из мрамора была сделана скульптором Гликоном для Терм Каракаллы на Авентине в Риме, где она и была обнаружена в 1546 году.
Необычайно динамичная статуя Боргезского борца (Лувр, Париж), имеющая множество позднейших реплик, восходит к несохранившемуся оригиналу школы Лисиппа. Конную бронзовую статуэтку, изображающую сражающегося Александра Македонского, из собрания Национального археологического музея в Неаполе также связывают с творчеством Лисиппа. Она была найдена при раскопках Геркуланума и, вероятно, является уменьшённым повторением одной из скульптур, входивших в группу, представляющую героев битвы при Гранике (334 г. до н. э.). Эта группа украшала Портик Октавии в Риме. Статуэтка из Неаполя всегда пользовалась большой популярностью и имеет множество повторений.
Стиль Лисиппа, соответственно духу эпохи великих македонских завоеваний, выражает динамику, культ силы и власти. Несохранившиеся бронзовые произведения скульптора согласно описаниям выделялись особенным натурализмом деталей, например в передаче волос и глаз, а также удлинёнными пропорциями, свойственными эстетике относительно позднего периода античного искусства. Например, фигура Апоксиомена (даже с учётом возможных неточностей позднейшей реплики) имеет необычно маленькую голову, противоречащую «канону Поликлета», слишком короткий торс, длинные ноги и сравнительно тонкие руки. Удлинённые пропорции, беспокойные силуэты и натуралистические детали — свойства эллинистического искусства. В сравнении с произведениями Лисиппа фигуры, созданные Поликлетом в период высокой классики (середина V в. до н. э.), кажутся тяжеловатыми, как и его прославленный контрапост. Однако сам скульптор, по свидетельству Павсания, утверждал, что «у него не было иных учителей, кроме природы и статуи „Дорифора“ скульптора Поликлета».
Однако С. Рейнах, как обычно, наперекор мнениям других, подчёркивал строгость и даже классичность стиля Лисиппа в сравнении с эстетизмом мастеров аттической и неоаттической школ: «Искусство Лисиппа является как бы дорической реакцией против аттической школы, слишком чувственной и приторной».
Б. Р. Виппер в своей капитальной работе «Искусство Древней Греции» посвятил Лисиппу пять страниц, отметив, что искусство этого мастера завершает художественные тенденции, намеченные в творчестве Скопаса и Праксителя. В его творчестве, «несомненно самом разностороннем» из всех греческих мастеров, «эти тенденции объединяются, завершаются и усиливаются. Ему одинаково подвластны были и движение, и покой, и драма, и лирика, и сила, и грация». И при этом Лисипп творил «с удивительной лёгкостью. Согласно легенде, он имел обыкновение после окончания каждой статуи класть в копилку золотую монету, и после его смерти в копилке нашли свыше полутора тысяч монет. Но, превосходя всех своих предшественников разнообразием и свободой своего искусства, Лисипп, несомненно, уступал многим из них в глубине концепции, в цельности своих художественных идеалов. Его искусство было лишено той руководящей внутренней идеи, которая присуща в одинаковой мере как Фидию и Поликлету, так Скопасу и Праксителю».
Такова была эпоха: конец классики и начало кризисного периода развития античного искусства. Однако в своё время Лисипп был прославлен более других мастеров. Плиний Старший приписывал ему до полутора тысяч работ, и «все выполненные с таким искусством, что славу могло бы доставить любое из них». Но это число, как считают многие исследователи, преувеличено и основано, скорее, на легенде о копилке с монетами, которую также упоминает Плиний. По воле Александра Великого Лисипп стал «его единственным скульптором-портретистом».
Для историков искусства не осталась незамеченной особенность так называемой «постановки фигуры», свойственной творчеству Лисиппа: «Вместо больших, резко очерченных плоскостей Дорифора… Лёгкостью отличается постановка Апоксиомена. Его ноги расставлены очень широко, он не опирается всей тяжестью тела на одну ногу, как Дорифор, а легко балансирует, как бы покачиваясь с одной ноги на другую и, кажется, вот-вот изменит свою позу. Именно эта мимолётность, переменчивость, которую мы чувствуем в статуе Апоксиомена, это подвижное равновесие и составляет главное завоевание Лисиппа». У статуи, добавляет Виппер, «почти нет главной точки зрения», одного из основных признаков скульптуры периода классики, она свободно «движется в пространстве», и в этом смысле «Лисипп может быть назван наиболее чистым „пластиком“ из всех мастеров греческой скульптуры». Остаётся добавить, что в большинстве римских реплик эта особенность творчества Лисиппа была упущена, и опорная нога Апоксиомена кажется просто неправильно поставленной.
Скульптура «Эрота, натягивающего лук», бронзовый оригинал которой по-видимому был изготовлен Лисиппом для Феспий, также характерен множественностью точек зрения, различной выразительностью фаса и профиля. В том же контексте характерной является фигура Кайроса (божества счастливого случая), балансирующего на шаре. Одна из мраморных реплик «Эрота, натягивающего лук» имеется в собрании Эрмитажа в Санкт-Петербурге. Она поступила в музей в 1828 году в качестве подарка от папы Пия IX.
В честь Лисиппа назван кратер на Меркурии.

## Галерея

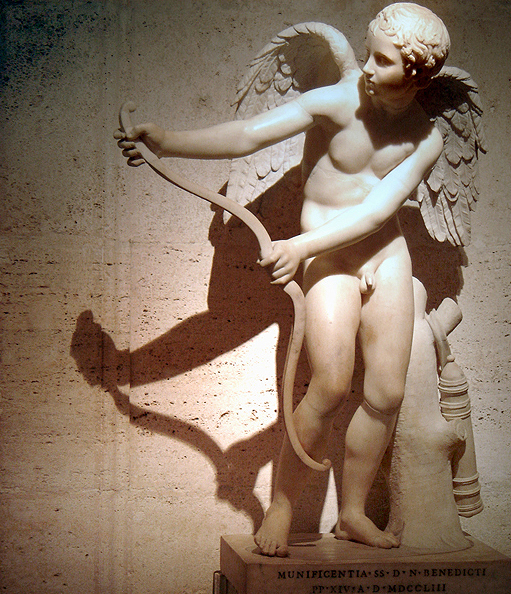
Эрот, натягивающий лук. II в. н. э. Капитолийские музеи, Рим
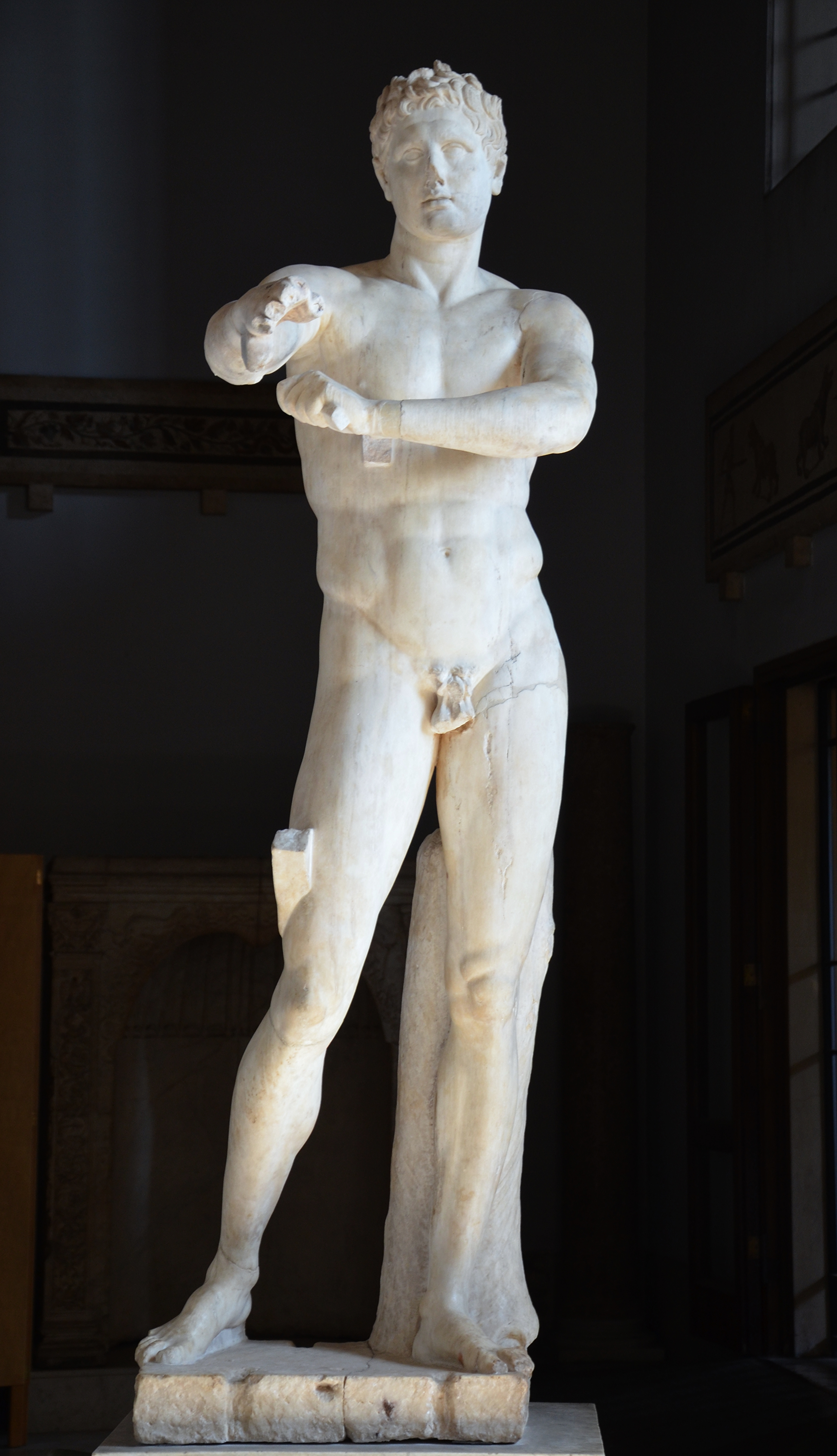
Апоксиомен (атлет, очищающий себя стригелем после состязаний). Римское повторение I в. н. э. древнегреческого бронзового оригинала Лисиппа (ок. 320 г. до н. э.). Мрамор. Музей Пио Клементино, Ватикан
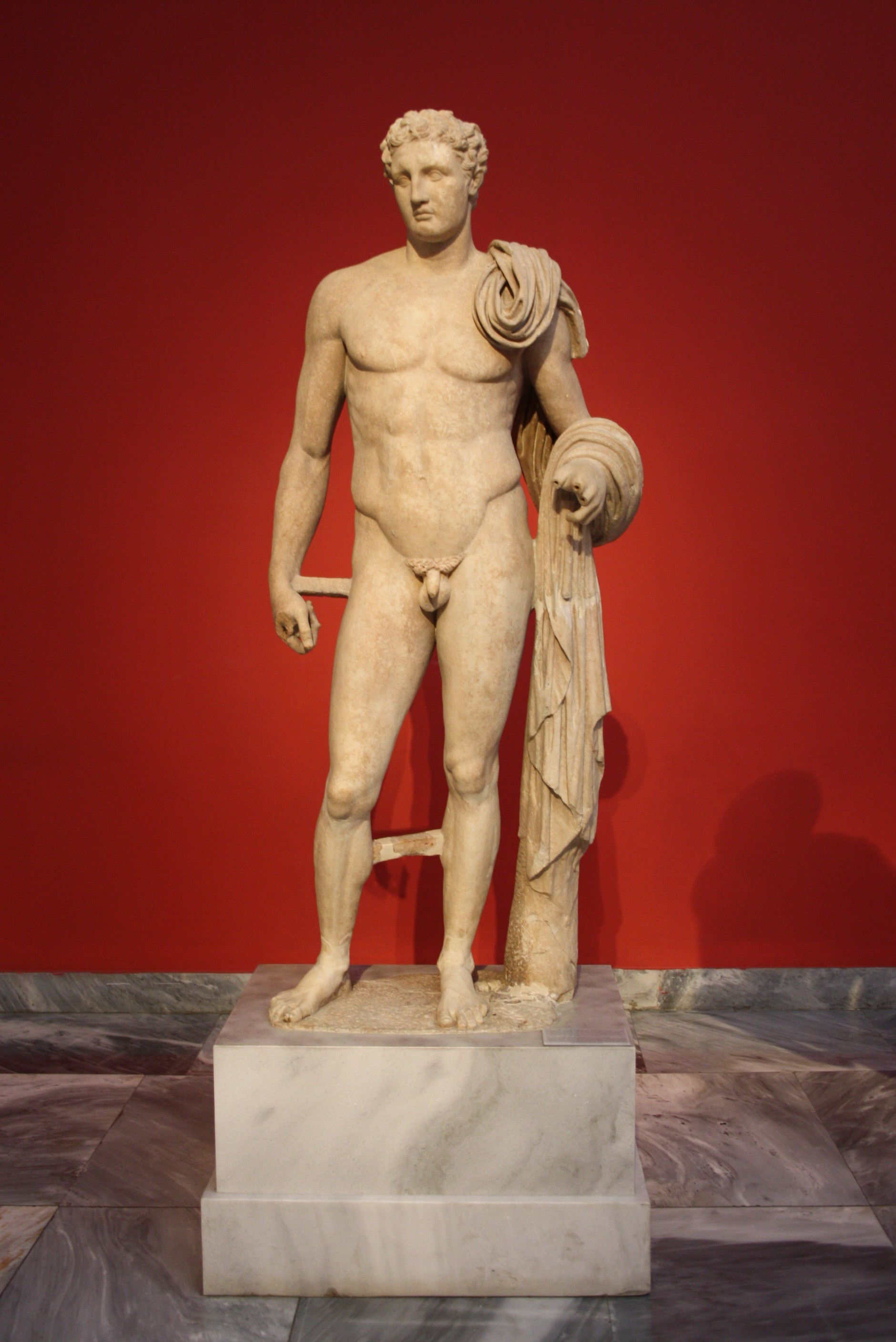
Статуя Гермеса из Аталанта (Аталанди). II в. н. э. Мрамор. Национальный археологический музей, Афины
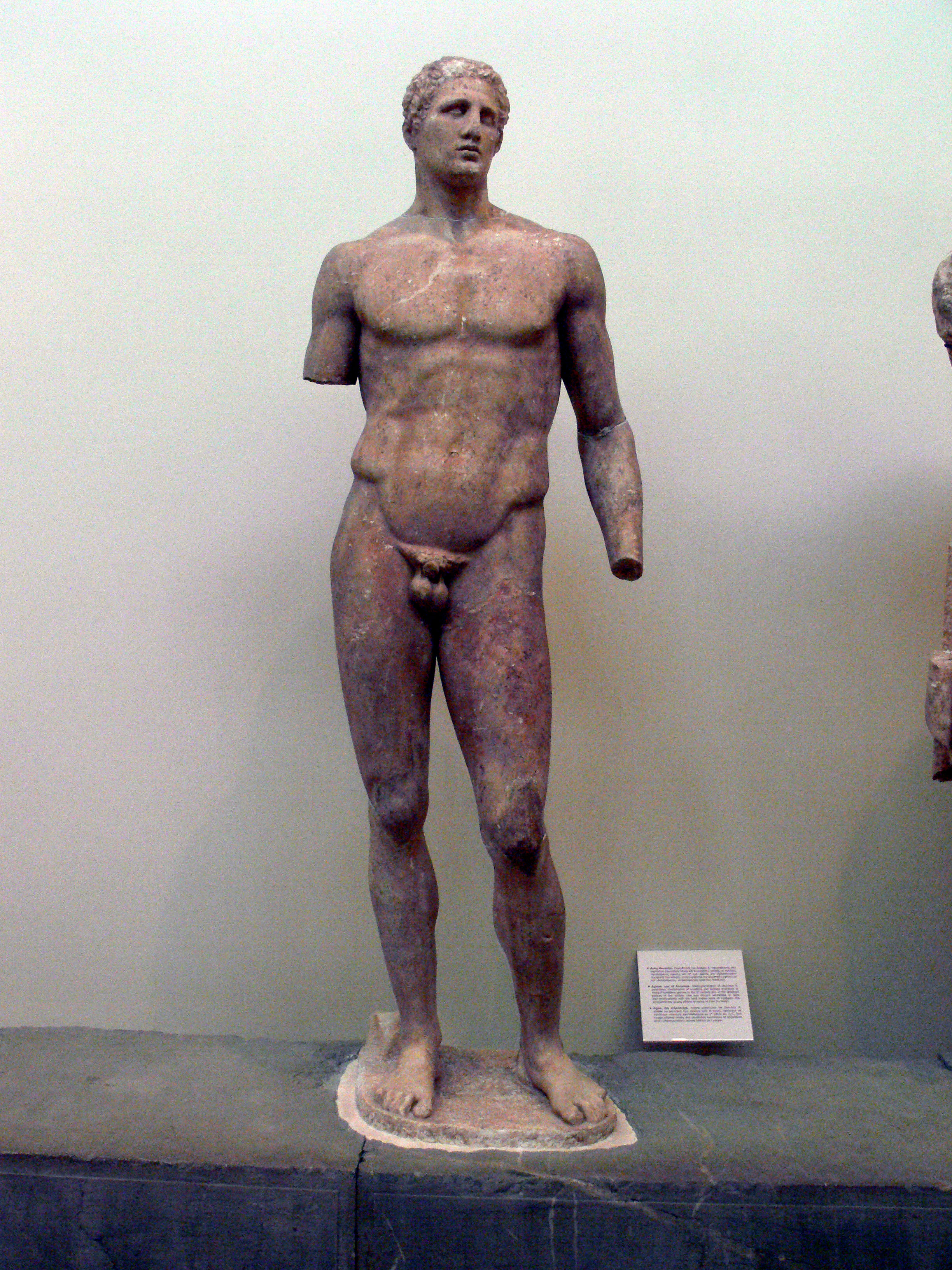
Агий. Ок. 337 г. до н. э. Мрамор. По несохранившемуся бронзовому оригиналу из Фарсалы. Археологический музей, Дельфы
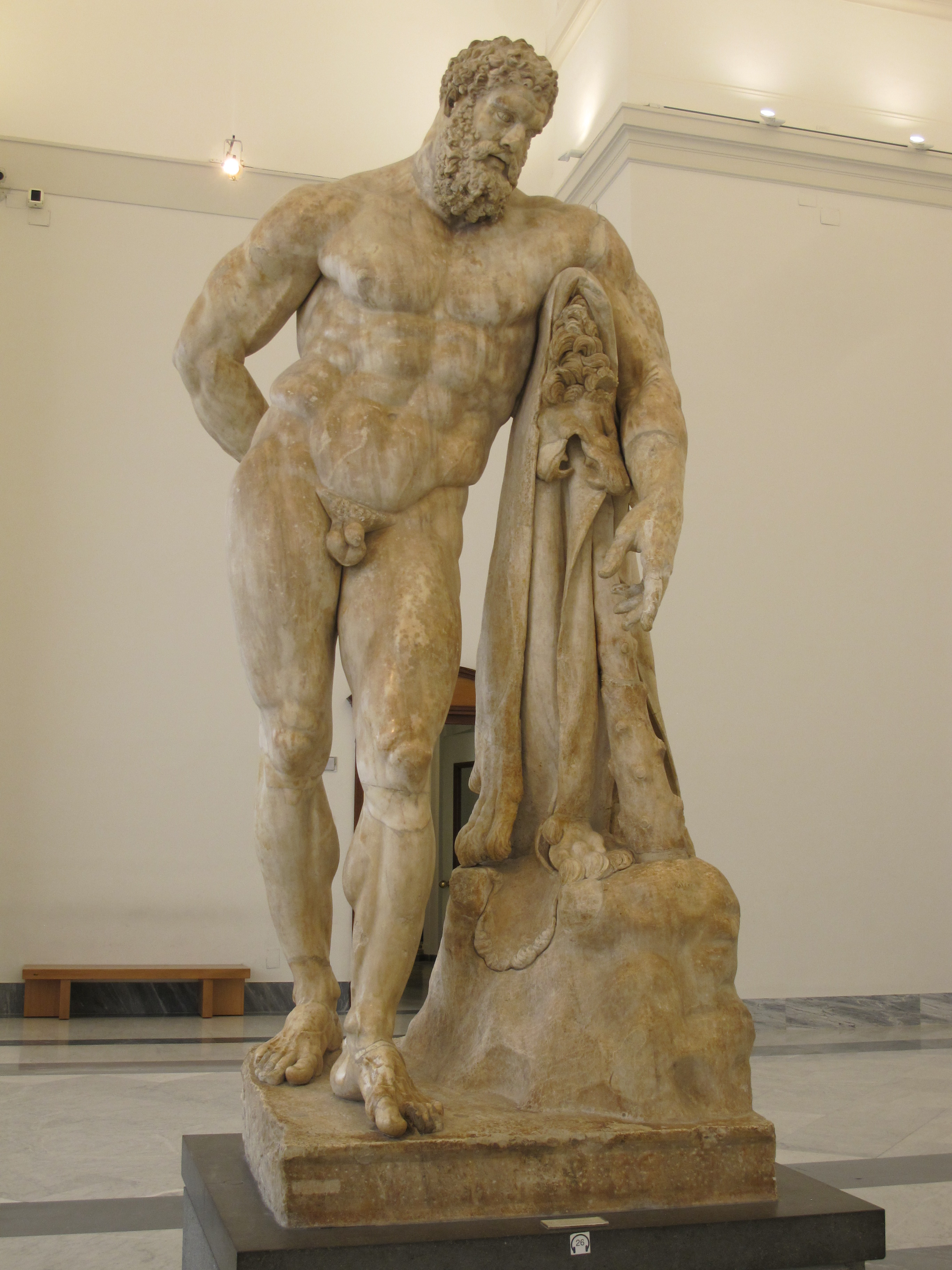
Геркулес Фарнезский. Начало III в. н. э. По утраченному бронзовому оригиналу Лисиппа. Мрамор. Национальный археологический музей, Неаполь
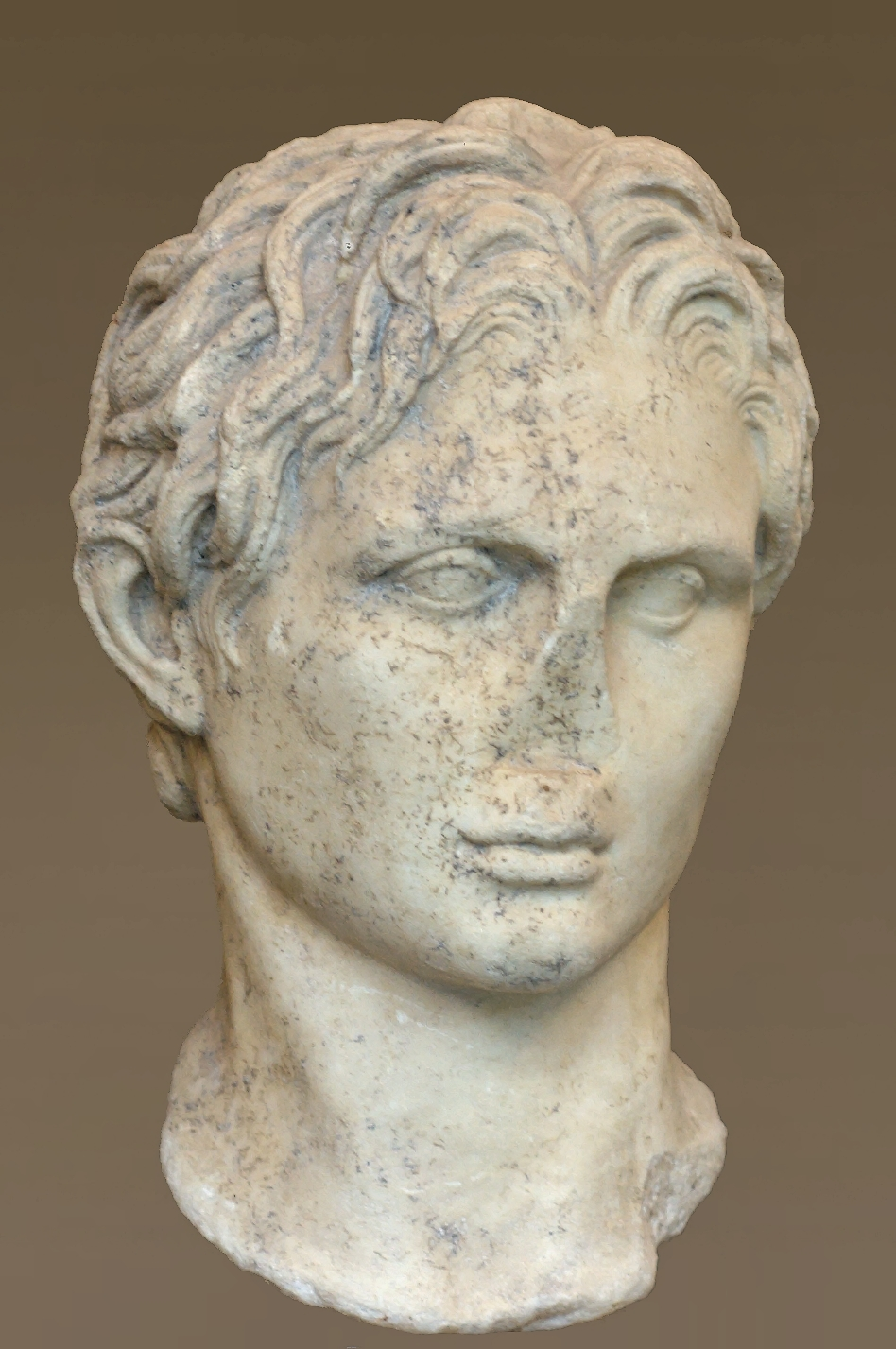
Портрет Александра Македонского (тип Шварценберга). Копия скульптуры Лисиппа. Ок. 330 г. до н. э. Мрамор. Глиптотека, Мюнхен
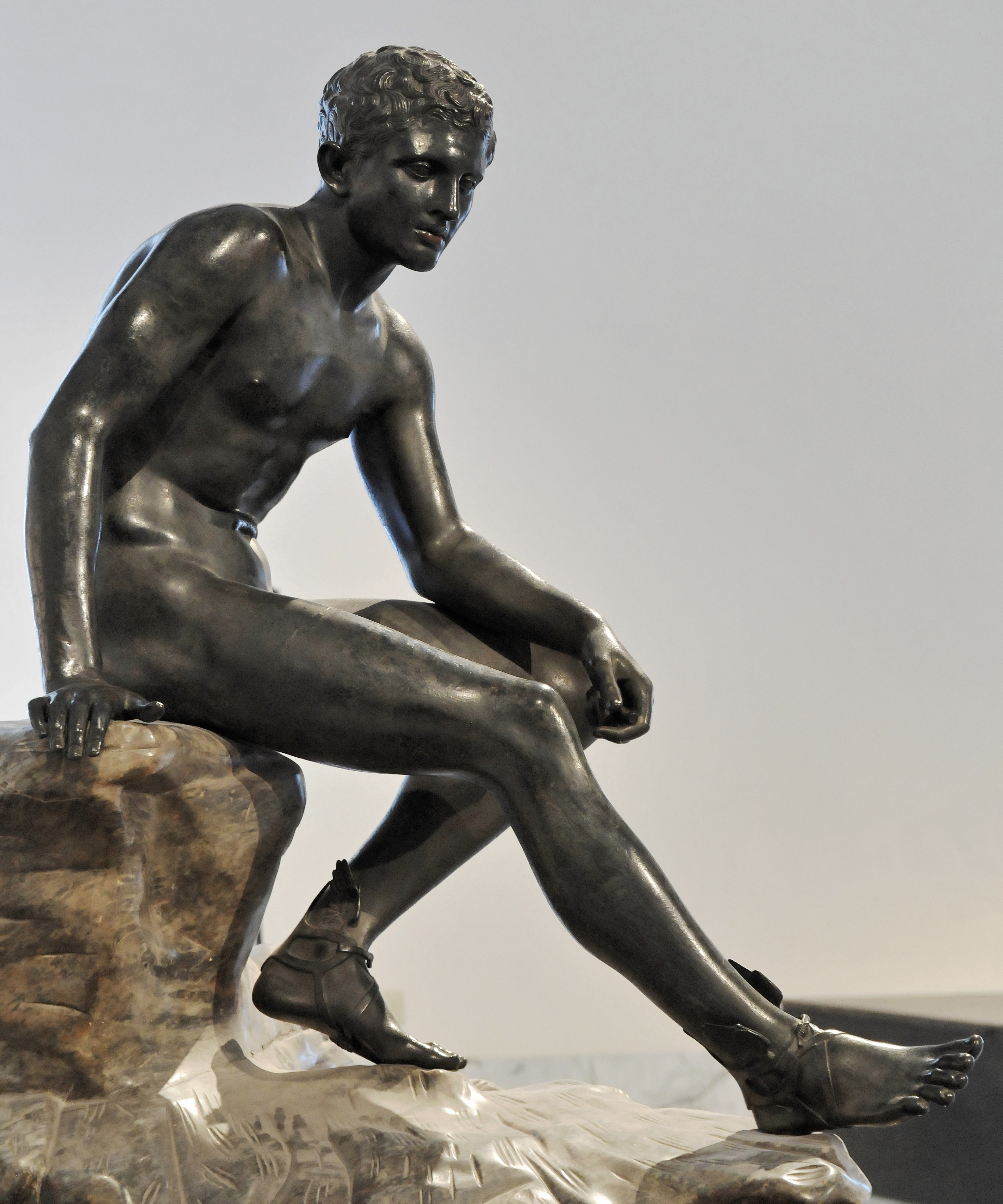
Отдыхающий Гермес из Виллы Папирусов в Помпеях. Скульптура школы Лисиппа. Бронза. Национальный археологический музей, Неаполь
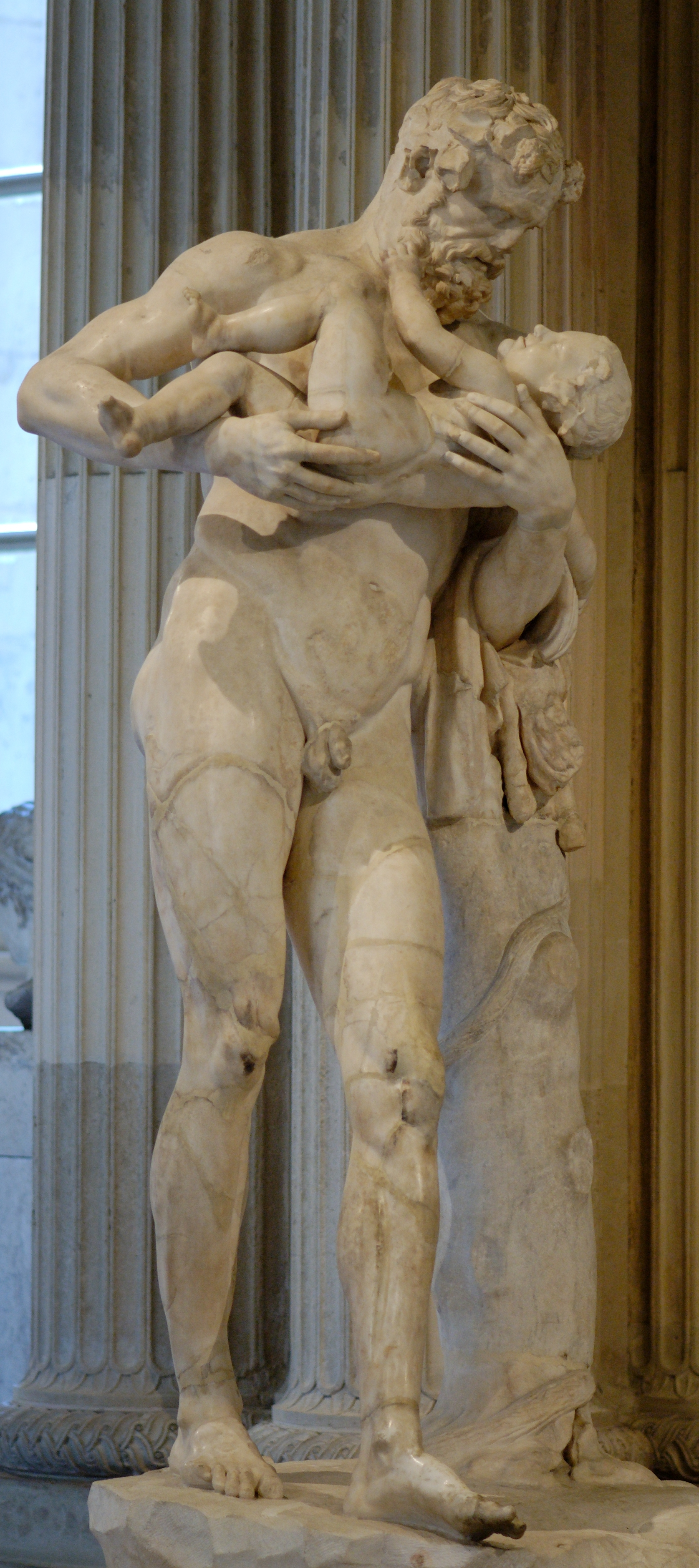
Силен с младенцем Дионисом на руках. Из садов Саллюстия в Риме. Римская копия I–II вв. н. э. с греческого оригинала конца IV в. до н.э. Мрамор. Лувр, Париж